# T-62
T-62는 소비에트 연방이 개발한 주력 전차로 T-54/55의 후속전차이다.

## 개요
1950년대에 들어오면 소비에트 연방은 신세대의 전차포에서 운용되는 대전차포탄으로서 활강포와 APFSDS(장탄통 부익안정 철갑탄)의 개발을 시작해 이것을 탑재하는 차기 신형 전차의 개발에 착수했다(이것이 후의 T-64 전차가 된다).
신형 전차포 및 철갑탄의 개발은 순조롭게 진행되어, 현재 양산중의 T-55 전차에 이 포시스템을 탑재한 개량형의 개발 계획이 지어졌다.
이 계획은 T-55 전차의 설계를 실시한 L.N.카르트후 기사의 설계 팀이 담당해, 1957년에는 최초의 시작차인 「오비예끄뜨 165」가 완성되어, T-55가 유파를 이어받지만보다 진원에 근처 평평한 형태의 사방 선회식 포탑에, 제9 공장(대포) 설계국에서 개발된 100 mm라이플포　D-54TS　(을)를 탑재하고 있었다. D-54 TS에는 발포 후공약협을 포탑 후 표면에 설치된 해치에서(보다) 자동적으로 배출하는 기구가 갖춰져 있었다. 1961년부터는 당초의 계획대로 115 mm활강포　U-5TS　(을)를 탑재한 시작차가 완성해, 이것을 「오비예끄뜨 166」, 제식 명칭　T-62 로서 양산에 들어가는 것이 결정되었다.

## 특징
T-62는 주포에 활강포(포신에 강선이 없는 포)를 채용하였다. 이 포의 장갑 관통력은 컸지만, 소련 육군의 제2차 세계대전에 있어서의 전차전의 분석에 따라 장거리로의 전투를 중시하지 않는 설계 사상이었기 때문에, 단순한 거리계측능력 밖에 가지지 않는(조준기의 접안 렌즈내에 거리 측정용의 눈금을 가질 뿐) 조준기이기 때문에 사정 1500 m를 넘으면 명중률이 급격하게 저하하는 것이 약점이었다. 이 결점에 대해서는, 후에 레이저측원기를 탑재하는 등 개량되었다.

## 파생형

### T-62A
오비옉트 140의 실패 후에도 카르체프는 오비옉트 140의 포탑과 차체, 미사일 전차 오비옉트 150의 승무원 구조, 오비옉트 140보다 간단한 T-55의 엔진부와 차체를 결합하여 오비옉트 165를 개발하였다. 오비옉트 165는 58년에 공장 테스트를 완료하였다. 오비옉트 165도 몇가지 테스트 모델이 만들어졌는데, 1959년 소련 육군은 이 모델 중 보다 T-55와 비슷한 오비옉트 165의 두번째 모델을 채택하며 주력 전차로 배치하였다. 이 전차가 T-62A로, 본격적인 T-62(오비옉트 166)가 나오기 전에 나온 선행 양산형 사양이다.
T-62A는 나머지 부분에서는 병행 개발된 T-62(오비옉트 166)과 사실상 똑같았지만, 무장으로 115mm 활강포가 아닌 기존의 D-54 전차포를 사용했다. 이는 개발사에서 보듯 신형 115mm포가 생산된지 얼마 안된 상황에서 166과 430 모두에게 제공되어야 하는 상황 때문에 공급량에 문제가 생겼기 때문으로, 115mm 활강포가 모자란다고 예상되자 115mm 활강포를 사용하는 T-62와 함께 기존에 생산해 둔 D-54를 사용한 T-62A를 병행 생산하기로 결정하였기 때문이다.
하지만 1950년대 말에 오비옉트 430 프로젝트가 중단되면서 사실상 T-62 혼자 115mm 포를 쓸 수 있게 되었다. 결국 주포 수급 문제가 사라지고 이번에는 오히려 115mm 활강포가 넘쳐나게 되자 대체용밖에 안됐던 T-62A는 초기에 몇대 생산된 것 이외에는 생산되지 않게 된다.
이 전차는 전술했듯이 D-54 주포를 장착하여 기존 T-55의 D-10 주포보다 포구초속이 증가했다. 그러나 이 정도로는 신형탄 없이 서방의 전차를 손쉽게 상대하기에는 부족한 편이었으며 115mm 주포 자체도 머즐 브레이크 등의 부분에서 다수의 사소한 문제가 있었다.

### T-62 obr.1960
T-62 계열 최초의 정규 양산형이다. 115mm U-5TS 활강포로 무장했고 580 마력 V-55V 엔진을 장착했다.

### T-62K
T-62의 지휘차량형이다.

### T-62KN
T-62K에 추가적으로 TNA-2 항법 보조 장치가 추가된 지휘차량형이다.

### T-62D
T-62 1975년형에 KAZ 1030M(드로즈드) 능동방어체계를 추가하고 차체 전면에 BDD 추가 장갑 패키지를 장착했다. 엔진도 더 강력한 마력의 V-55U로 변경되었다.

### T-62D-1
T-62D에서 엔진을 더욱 강력한 마력의 V-46–5M으로 교체한 사양이다.

### T-62M

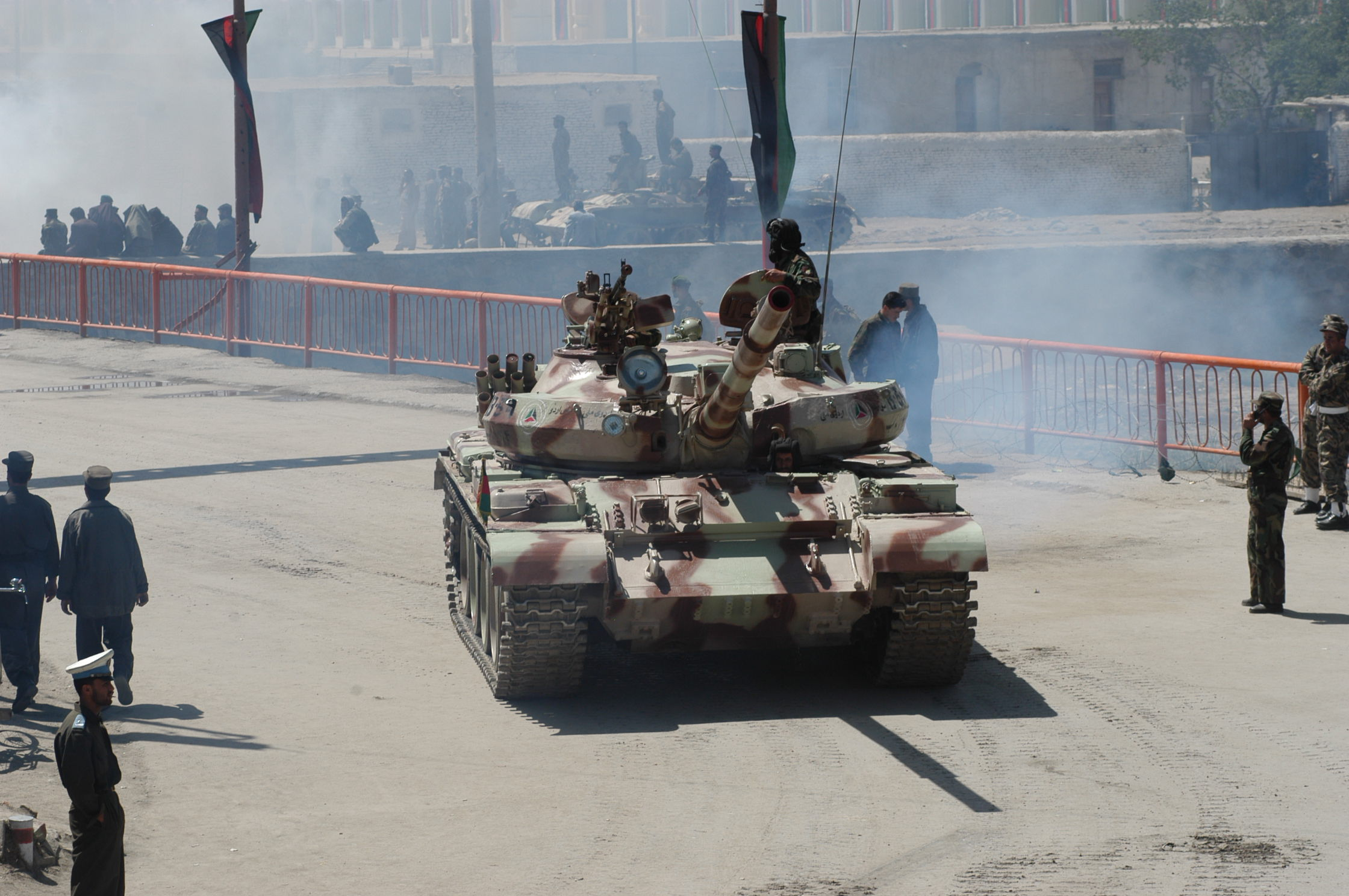

소련-아프가니스탄 전쟁 중 현대화를 진행한 사양이다. 주간조준경을 TShSM-41U로 교체했으며 메테오-M1 신형 스태빌라이저로 교체해 포신안정도가 높아졌다. BV-62 탄도계산기가 추가됐고, KTD-2 레이저 거리측정기가 추가됐다. 그리고 포발사미사일 유도가 가능한 1K13-1 사통 설치로 9K118 셱스나(Sheksna) 미사일 운용이 가능해졌다. 그외에도 야간조준경과 차장조준경이 교체됐다. 야간 탐지거리는 800m 정도이다. 무전기 역시 R-173/173P로 교체되고, 연막탄과 네이팜탄의 투사가 가능한 81mm 902B 연막발사기 8문이 포탑 측면에 설치됐다. 포탑 측면 핸드레일을 밀어낸 자리에 BDD 형식의 증가장갑을 설치하고, 차체 전면에도 증가장갑판이 추가되었다. 화생방 방어를 위해 차체 측면 사이드 스커트와 포탑 상부에 10mm 중성자 라이너를 둘렀다. 궤도의 경우 기존의 것에서 T-72의 KhKM 궤도로 교체해 기동성 역시 향상되었다. 엔진은 기본적으로 V-55에서 출력이 40마력 늘어난 620마력 V-55U 엔진을 달았지만, 추가적인 기동력 강화를 위해 T-72에 사용된 V-46 계열 엔진(정확히는 V-46-5M)이 적용되기도 했다. V-46-5M 엔진이 적용된 형식은 T-62M-1 계열이다. 기관총은 일부 차량의 대공기관총이 DShKM에서 NSVT로 교체됐다. 일부 차량은 추가적으로 KAZ 1030M(드로즈드) 능동방어체계가 추가되었다. 이 사양은 D가 붙은 T-62MD 계열로 명명된다.

### T-62MV
T-62M에 콘탁트-1 폭발반응장갑(ERA)을 장착하는 업그레이드를 받은 사양이다. 차체와 포탑 전면은 물론 측면 상단부와 사이드 스커트에도 콘탁트-1을 도배했다. 일반 T-62M 계열에 존재하는 포탑 전면의 BDD 증가장갑도 콘탁트-1 장착 마운트로 대체되었다.

### T-62MV-1
T-62MV의 엔진을 V-46-5M으로 교체한 버전.

### T-62M1V
ATGM 포발사 기능이 없는 T-62MV.

### T-62M1V-1
T-62M1V의 엔진을 V-46-5M으로 교체한 버전.

### T-62M Obr. 2022
2022년 러시아의 우크라이나 침공에서 확인된 러시아군의 신형 T-62M 개수형으로 기존 T-62M과 대부분 유사하며 T-62M에 있던 적외선 서치라이트와 KTD-2 레이저 거리측정기가 제거되고 1PN96MT 열상이 탑재되었다.

### T-62MV Obr. 2023
2023년 11월에 목격된 신형 개수 차량으로, 기존 T-62M/MV에다 신형 Sosna-U 또는 PNM-T 조준장치와 T-90M용 렐릭트 반응장갑과 연막탄 발사기같은 부품을 장착하였다.

## 같이 보기
- 천마호
- M60 패튼